# Малави на летних Олимпийских играх 1988
Малави принимала участие в Летних Олимпийских играх 1988 года в Сеуле (Республика Корея) в третий раз за свою историю, но не завоевала ни одной медали. Сборная состояла из 16 человек (все — мужчины), которые соревновались в 3 видах спорта:
- Лёгкая атлетика
- Бокс
- Велоспорт.

Самым молодым участником малавийской сборной был 19-летний легкоатлет Кеннет Дзекедзеке, самым старшим — 42-летний велогонщик Джордж Найеджа.

## Результаты

### Лёгкая атлетика
- Чарлз Навеко бежал дистанцию 10000 м, показал в отборочном туре время 31:23.53 и не вышел в финал.
- Джон Мватива пробежал марафон за 2:51.43 и занял 87 место из 98.
- Кеннет Дзекедзеке бежал 800 и 1500 м, в финал не вышел.

### Бокс
В наилегчайшем весе (— 51 кг) Питер Айесу, который был пятым на предыдущих Играх, проиграл Бенджамину Мвангате (Танзания) 0-5 и выбыл из дальнейшей борьбы.

### Велоспорт

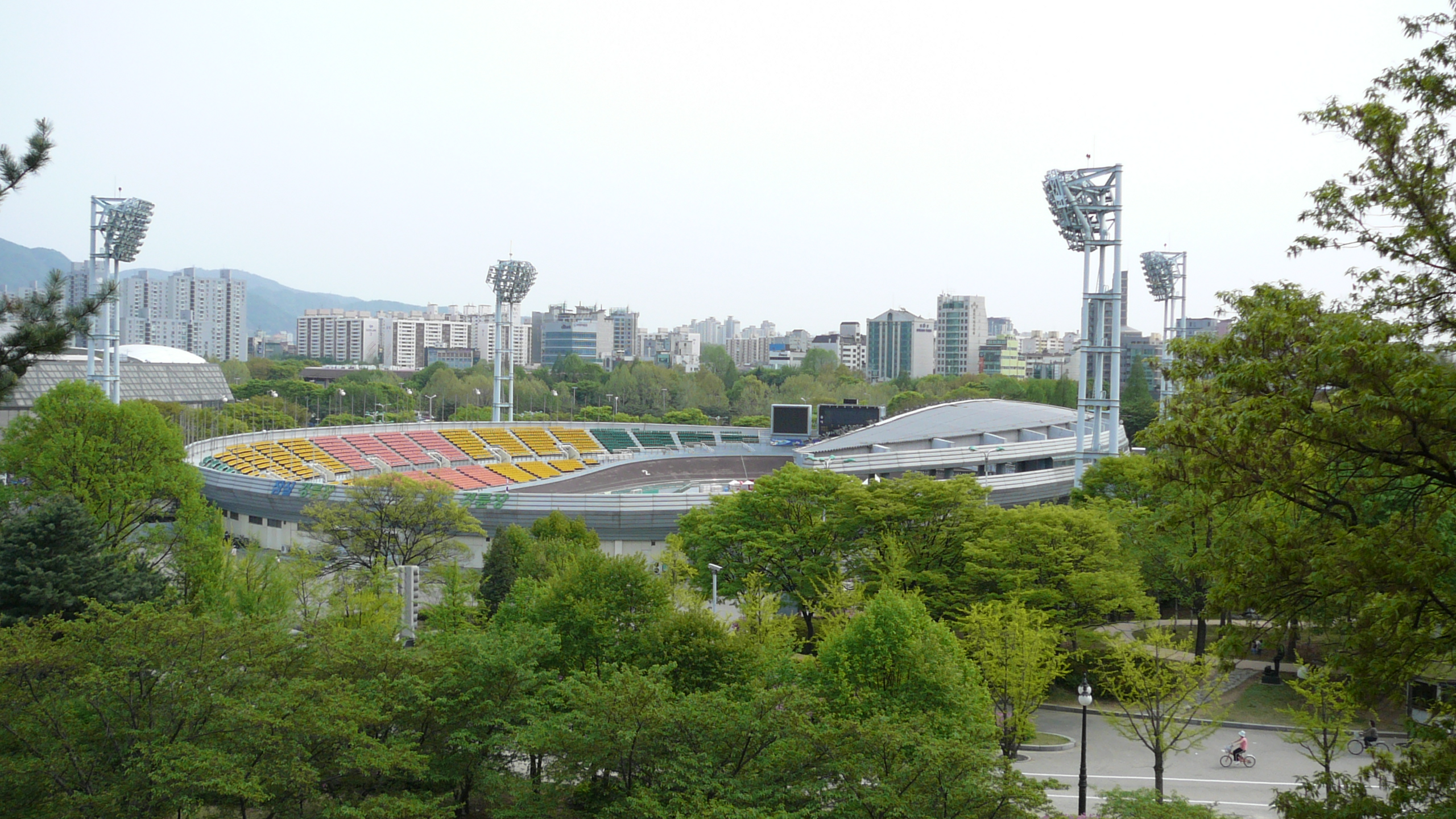
Сеульский велодром (사이클 경기장) построен в 1984—1986, вмещает 6000 зрителей.

#### Шоссе
Мужчины
| Соревнование    | Спортсмен                                                 | Время     | Место    | Отставание |
| --------------- | --------------------------------------------------------- | --------- | -------- | ---------- |
| групповая гонка |                                                           |           |          |            |
| Дайтон Чимваза  | 4 52' 43"                                                 | 109       | +20' 21" |            |
| Амаду Юсуфу     | DNF                                                       | DNF       | DNF      |            |
| Джордж Найеджа  | DNF                                                       | DNF       | DNF      |            |
| командная гонка | Амаду Юсуфу Дайтон Чимваза Джордж Найеджа Дэниел Касванга | 2 32' 37" | 30       | +34' 50"   |